# When will I see your face again
When will I see your face again er første single fra albummet Park Bench Theories, der blev udgivet i 2007 af det britiske band Jamie Scott & The Town.
Sangen var med i en reklame for 3. Den handler om en pige, som Jamie Scott så en gang på en café, men efterfølgende aldrig så igen.